# Comtat de Leitrim
El comtat de Leitrim (gaèlic irlandès Liatroim) és un comtat de la província de Connacht (República d'Irlanda). Limita al nord amb l'oceà Atlàntic i el comtat de Donegal, al nord-est amb el comtat de Fermanagh a Irlanda del Nord, a l'est amb el comtat de Cavan, al sud amb el comtat de Longford, al sud-oest amb el comtat de Roscommon i a l'oest amb el comtat de Sligo.

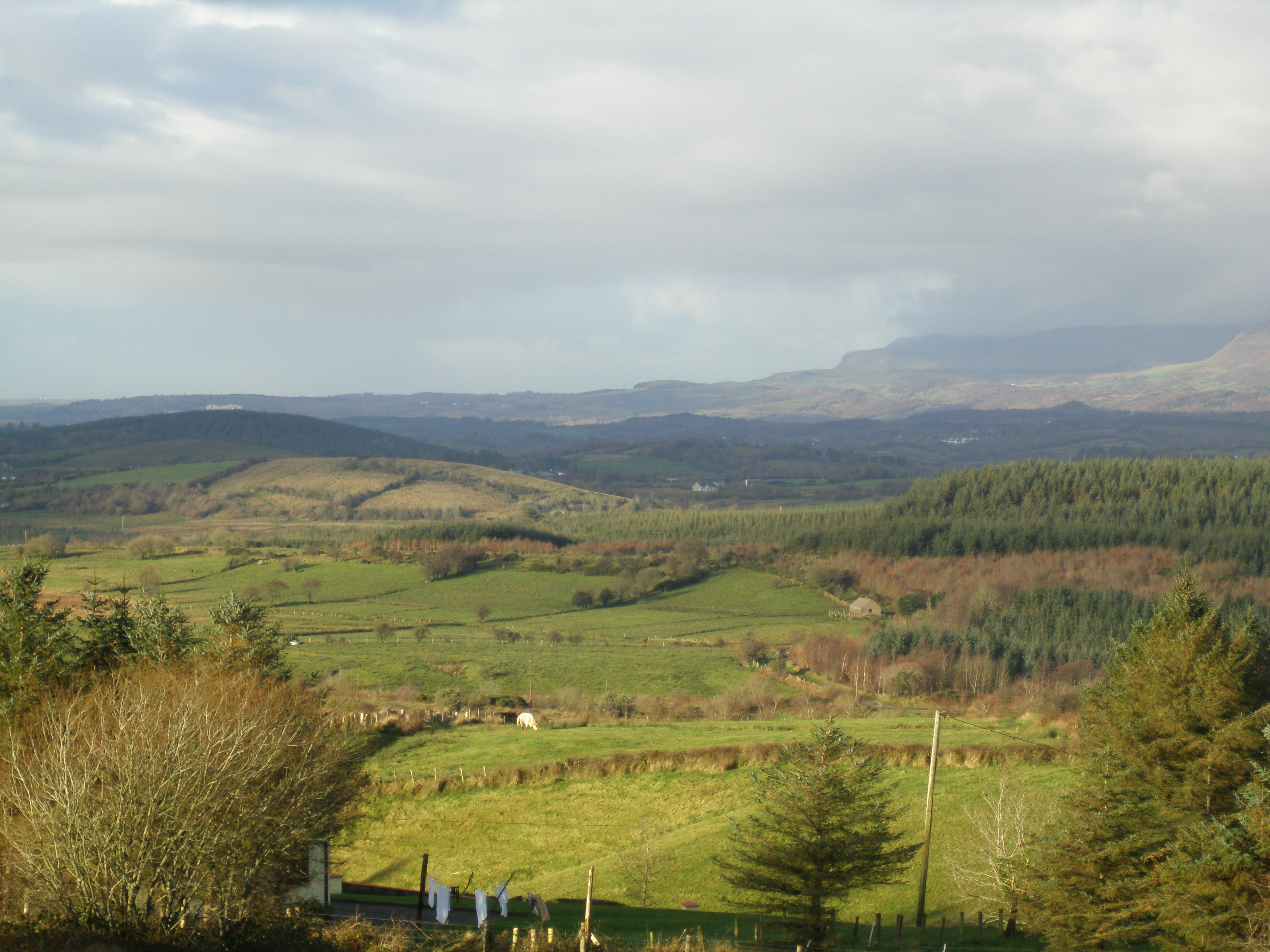
Leitrim.

## Història

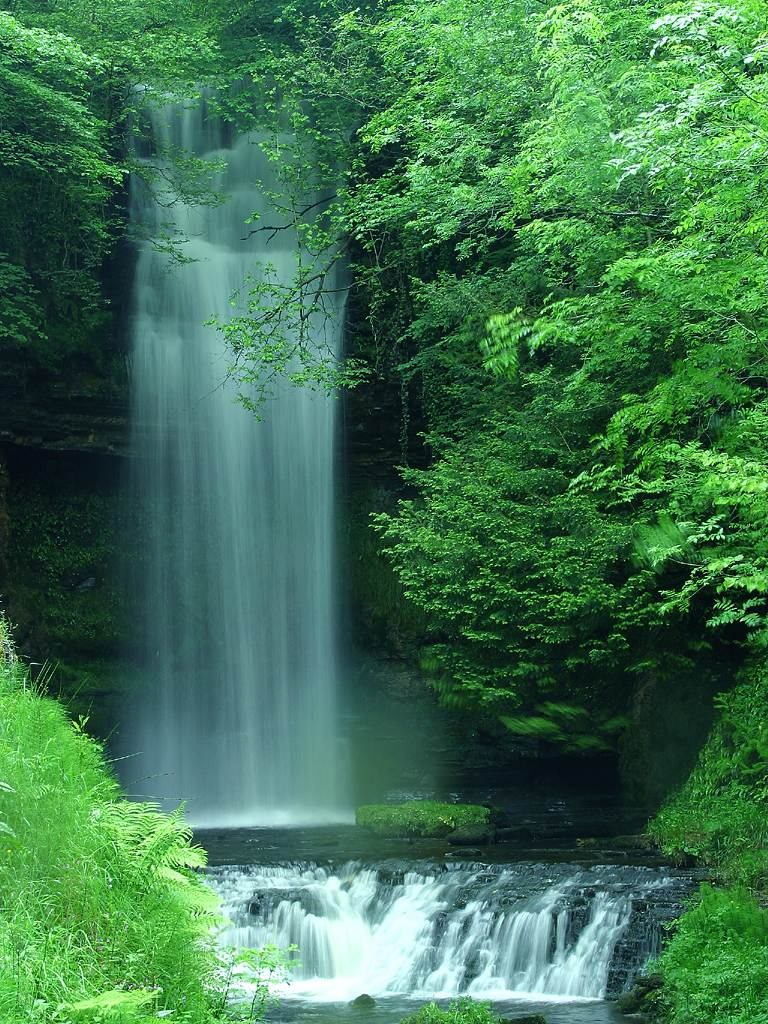
Cascada de Glencar a Glencar Lough.

El seu nom deriva del gaèlic liath druim. Antigament, Leitrim era la meitat occidental del Regne de Breifne, que fou dominat per la família O'Rourke de Dromahair, el lleó heràldic dels quals ocupa l'estandard oficial del comtat des d'aleshores fins ara. El sud de Breifne fou ocupat pels Hiberno-Normands en el segle xiii. El comtat fou constituït el 1565 per Sir John Perrott i cap al 1620 la major part de les terres del comtat foren confiscades i entregades a colons anglesos.
La recessió de la indústria tèxtil del lli, juntament amb la Gran Fam Irlandesa provocà que la població caigués de 155.000 habitants el 1841 a 112.000 el 1851. Des d'aleshores al comtat només li restaren les mines de carbó, l'última de les quals va tancar el juliol de 1990.

## Ciutats del comtat
- Ballinamore, Buckode,
- Carrick-on-Shannon, Carrigallen, Cloone,
- Dromahair, Dromod, Drumcong, Drumkeeran, Drumshanbo, Drumsna,
- Glenfarne,
- Keshcarrigan, Kiltyclogher, Kinlough,
- Largydonnell, Leitrim,
- Manorhamilton, Mohill,
- Rossinver,
- Tullaghan.

## Personatges il·lustres
- Katherine Lynch
- John McGahern - autor.
- John Willoughby Crawford - tinent governador d'Ontario, Canadà.
- Pat Quinn - undador de Quinnsworth.
- Patrick McGoohan - actor.
- Paul Williams - periodista
- Seán Mac Diarmada - republicà irlandès.
- Thomas Heazle Parke -explorador, naturalista.